# مهدي ورتاني
مهدي ورتاني هو لاعب كرة قدم تونسي في مركز الوسط، ولد في 17 يونيو 1990 في مارسيليا في فرنسا. لعب مع نادي الملعب التونسي.

## وصلات خارجية
- مهدي ورتاني على موقع قاعدة بيانات كرة القدم.إي يو (الإنجليزية)
- مهدي ورتاني على موقع Soccerway.com (الإنجليزية)